# الشعيب (حريملاء)
شعيب حريملاء وادٍ من أودية نجد في وسط السعودية حالياً، يقع على بعد 86 كم إلى الشمال من مدينة الرياض. وهو عبارة عن وادٍ واسع خصب يكثر فيه الشجر ويشق جبل العارض (طويق) من الغرب إلى الشرق. 
وتشكل المنطقة الواقعة حوله أحد أقاليم نجد التاريخية، كما يعدّ أحياناً جزءً من إقليم العارض، ومن أهم القرى الواقعة عليه حريملاء والقرينة وملهم والعويند وصلبوخ. وقد كان يعرف قديماً باسم وادي قرّان، وكان مأهولاً بالقرى منذ ما قبل الإسلام، حيث كان من ديار بني حنيفة، وكانت إحدى القرى الواقعة عليه، وتسمى "قرية"، إحدى أكبر حواضر اليمامة، بل كانت المنطقة بأكملها تسمى القرية نسبة إليها. 
وقد هاجر معظم أهل المنطقة من بني حنيفة في أواخر العصر العباسي "لحيفٍ أصابهم من ابن الأخيضر"، أمراء اليمامة في ذلك الزمن. وكان محمد بن عبد الوهاب قد نشأ بحريملاء وبدأ دعوته بها في القرن الثاني عشر الهجري (الثامن عشر الميلادي). وتعتبر المنطقة متنزّهاً لأهل المناطق المجاورة كالرياض، ويعاني الوادي من الاحتطاب لكثرة الشجر الذي ينبت فيه.